# Brunbukig marktyrann
Brunbukig marktyrann (Muscisaxicola capistratus) är en fågel i familjen tyranner inom ordningen tättingar.

## Utbredning och systematik
Fågeln häckar i södra Chile och södra Argentina, övervintrar i norra Anderna till södra Peru. Den behandlas som monotypisk, det vill säga att den inte delas in i några underarter.

## Status
Arten har ett stort utbredningsområde och internationella naturvårdsunionen IUCN kategoriserar arten som livskraftig. Beståndsutvecklingen är dock oklar.